# Gulfmenhaden
Gulfmenhaden (Brevoortia patronus) är en art i familjen sillfiskar som lever i Mexikanska golfen och är en betydande industri- och matfisk.

## Utseende
Kroppen är tämligen hög och sammantryckt från sidorna. Ryggen är blågrå till grönaktig, medan sidor och buk är silverfärgade. Bakom gällocket har den en stor, mörk fläck, och oftast flera mindre fläckar bakom den hos större individer (över 5 till 7,5 cm). Arten kan bli upp till 35 cm lång, men är vanligtvis mindre.

## Vanor
Arten lever i stora stim på djup från havsytan till 50 m; på sommaren i kustnära, grunda vatten, varifrån den drar sig ut på djupare vatten under hösten. Arten är en filtrerare, som simmar pelagiskt med öppet gap och filtrerar växt- och djurplankton från det omgivande vattnet. Troligtvis tar den även en del bottendjur. Arten är inte särskilt långlivad, och lever oftast inte mer än 4 år.

### Fortplantning
Inte mycket är känt om fortplantningen, men troligtvis leker den under vintern. Leken förmodas ske på djupt vatten, och varje hona lägger mellan 22 000 till 122 000 ägg.

## Kommersiell betydelse
Ett omfattande fiske bedrivs på gulfmenhaden, och har skett så ända sedan 1700-talet. Främsta användningen är till fiskmjöl och fiskolja; huvuddelen av den senare går till mänsklig konsumtion, främst beroende på den höga halten av omega 3-fettsyror. Den används emellertid också som föda, och säljs både färsk, saltad och konserverad. 2008 var den samlade gulfmenhadenfångsten av USA:s fiskefartyg 0,42 miljoner ton.

## Utbredning
Arten finns endast i Mexikanska golfen från Florida i USA till Campechebukten i norra Mexiko. Den är emellertid mycket vanlig; den totala populationen uppskattades 2004 till över 36 miljarder.